# Casting Shadows
Casting Shadows — седьмой полноформатный студийный альбом немецкой группы Wolfsheim, выпущенный в 2003 году лейблом Strange Ways Records. Альбом дебютировал в пятёрке лучших в немецких чартах Media Control.

## Об альбоме
Работа над Casting Shadows началась сразу же после выхода предыдущего альбома Spectators. Однако, ввиду того, что новые композиции казались участникам проекта как продолжение предыдущего альбома, Петер и Маркус решили немного переждать и в первый раз за всю историю сели и задумались, куда им идти дальше. Таким образом в начале 2002 года появились такие хиты как Kein Zuruck и And I... и творческая работа пошла уже полным ходом, завершившись в самый последний возможный момент, из-за чего даже откладывался на годичный срок выход альбома.

## Музыка
Альбом ознаменовал собой переход творчества проекта к новым тенденциям. Петер Хеппнер, в свою очередь, отмечал наличие нехарактерных для раннего творчества проекта сильных танцевальных элементов на композиции Wundervoll.

## Список композиций
1. "Everyone Who Casts a Shadow" - 4:47
2. "Care For You" - 5:06
3. "I Won't Believe" - 3:30
4. "Kein Zurück" - 3:49
5. "And I..." - 4:03
6. "Underneath the Veil" - 4:10
7. "Find You're Gone" - 4:22
8. "This is for Love" - 3:15
9. "Wundervoll" - 4:54
10. "Approaching Lightspeed" - 3:15
11. "In Time" - 5:33

## Участники записи
- Петер Хеппнер - вокал, лирика
- Маркус Рейнхардт - музыка